# MDR-6 (航空機)
チェトヴェリコフ MDR-6
チェトヴェリコフ MDR-6
- 用途：偵察機
- 分類：飛行艇
- 設計者：チェトヴェリコフ
- 製造者：
- 運用者： ソビエト連邦（ソ連海軍航空隊）
- 初飛行：1937年7月
- 生産数：27機
- 運用開始：1941年

チェトヴェリコフ MDR-6（Chyetverikov MDR-6）は、イゴール・チェトヴェリコフが率いるチェトヴェリコフ設計局が設計した唯一の成功作である1930年代のソビエト連邦の偵察飛行艇である

## 開発
1937年7月に初飛行を行ったMDR-6は、全金属製応力外皮構造の高翼単葉の双発機であった。試作機はシュベツォフ M-25 星型エンジンを搭載していたが、1940年から1941年に生産された20機の量産型はシュベツォフ M-63エンジンを搭載していた。全ての機体は構造的な問題から1942年には退役させられた。
1939年から1945年にかけて順次発展型の試作機が数機製作されたが、量産はされなかった。

## 派生型
MDR-6
初期の試作機。1機製造。
Chye-2
M-63星型エンジンを搭載した量産機。20機製造。
MDR-6A
小さな主翼とクリーモフ M-105 V型12気筒エンジンを搭載した改良型。
MDR-6B-1からB-3
MDR-6Aの改良型。3機の試作機を製造。
MDR-6B-4からB5
新規でより大きな艇体を持ちクリーモフ VK-107エンジンを搭載した型。2機の試作機を製造。

## 運用
ソビエト連邦
- ソビエト連邦海軍

## 要目
(MDR-6A) Donald, 1997, pg 258.
- 乗員：3名
- 搭乗者数：3名
- 全長：15.73 m (51 ft 7.25 in)
- 全幅：19.4 m (63 ft 7.75 in)
- 全高：
- 翼面積：52.3 m2 (562.97 ft2)
- 空虚重量：4,100 kg (9,039 lb)
- 全備重量：7,200 kg (15,873 lb)
- エンジン：2 × シュベツォフ M-63 星型エンジン、821 kW (1,100 hp)
- 最大速度：360 km/h (224 mph)
- 巡航速度：220 km/h (137 mph)
- 航続距離：2,650 km (1,647 miles)
- 巡航高度：9,000 m (29,530 ft)
- 武装：
  - 1 × 7.62 mm ShKAS機関銃（艇首銃塔）
  - 1 × 12.7 mm UBT機関銃（胴体背面銃塔）
  - 爆弾 1,000 kg (2,205 lb)